# Jean Robic
Jean Robic   (Condé-lès-Vouziers, 10 de juny de 1921 - Claye-Souilly, 6 d'octubre de 1980) va ser un ciclista francès. Era anomenat Biquet, Cap-de-cuir per la protecció de ciclocròs que duia al cap.
Va viure la seva joventut a Radenac, a Ar Mor-Bihan, on el seu pare tenia una botiga de bicicletes. La casa de la seva infantesa està situada al carrer que duu el seu nom. Fou professional de 1945 a 1961.
El 1947 aconsegueix el seu èxit més important en guanyar el Tour de França. Aquest èxit té l'afegitó que l'aconseguí sense haver portat el mallot groc en cap de les etapes. A la darrera etapa efectua un atac a la cota de Bonsecours, a la sortida de Rouen, i amb l'ajuda d'Edouard Fachleitner i Lucien Teisseire aconsegueix superar el mallot groc fins al moment, Pierre Brambilla. La victòria la dedicà a Santa Anna, patrona de Bretanya tot oferint el mallot groc a la basílica de Santa Anna d'Auray, lloc on encara es pot trobar.

## Palmarès
- 1940
  - 1r del Premi de Gros Caillou a Versalles
- 1945
  -  Campió de França de ciclocròs
  - 1r a Quimperlé
  - 1r de l'Omnium Routier i vencedor d'una etapa
- 1946
  - Vencedor d'una etapa de la Mònaco-París
- 1947
  - 1r del Tour de França i vencedor de 3 etapes
  - 1r del Critèrium Internacional de ciclocròs
  - 1r a la Louvière
  - Vencedor d'una etapa del Critèrium del Dauphiné Libéré
- 1948
  - 1r a l'A través de Lausana
  - 1r de la Cursa de la cota de Mont Faron
  - 1r del Gran Premi de la Muntanya del Critèrium del Dauphiné Libéré
  - Vencedor de 2 etapes a la Volta a Suïssa
- 1949
  - 1r de la Pujada a Arantzazu
  - 1r de la Cursa de la cota de Mont Faron
  - 1r de la Cursa de la cota d'Onate
  - Vencedor d'una etapa del Tour de França
- 1950
  -  Campió del món de ciclocròs
  - 1r de la Roma-Nàpols-Roma i vencedor de 2 etapes
  - 1r de la Pujada a Arantzazu
  - Vencedor d'una etapa del Tour de França
- 1951
  - Vencedor d'una etapa del Tour del Sud-est
- 1952
  - 1r del Tour de l'Alta Savoia
  - 1r de la Polymultipliée
  - 1r del Bol d'Or
  - 1r a Éssen
  - Vencedor de 2 etapes de la Roma-Nàpols-Roma
  - Vencedor d'una etapa del Tour de França
- 1953
  - Vencedor d'una etapa del Tour de França

### Resultats al Tour de França
- 1947. 1r de la classificació general i vencedor de 3 etapes
- 1948. 16è de la classificació general
- 1949. 4è de la classificació general i vencedor d'una etapa
- 1950. 12è de la classificació general
- 1951. 27è de la classificació general
- 1952. 5è de la classificació general i vencedor d'una etapa
- 1953. Abandona (14a etapa) i vencedor d'una etapa
- 1954. Abandona (5a etapa)
- 1955. Abandona (10a etapa)
- 1959. Abandona (20a etapa)